# Paramyia swanni
Paramyia swanni är en tvåvingeart som beskrevs av Papp 2001. Paramyia swanni ingår i släktet Paramyia och familjen sprickflugor. Inga underarter finns listade i Catalogue of Life.